# Lista över statliga förvaltningsmyndigheter i Sverige
Detta är en lista över statliga förvaltningsmyndigheter i Sverige.
Alla statliga och kommunala organ tillhörande "det allmänna" kan delas in i två huvudsakliga kategorier: a) beslutande politiska församlingar och b) myndigheter. Riksdagen, som är det främsta statsorganet, utgör en beslutande politisk församling; till denna kategori hör också kommunfullmäktige och regionfullmäktige. De beslutande politiska församlingarna kännetecknas av att de består av folkvalda ledamöter. Myndigheterna, å andra sidan, är en mera heterogen kategori. Det finns tre typer av statliga myndigheter:
- 1. Regeringen
- 2. Domstolar
- 3. Förvaltningsmyndigheter

Regeringen, som enligt 1 kap. 6 § regeringsformen styr riket, är således en myndighet men ingen förvaltningsmyndighet. Detsamma gäller domstolarna.
Vissa grundläggande regler om myndigheterna och deras verksamhet finns i grundlagen. Av 1 kap. 8 § regeringsformen framgår att för rättsskipningen finns domstolar och för den offentliga förvaltningen statliga och kommunala förvaltningsmyndigheter. Dessa ska, i likhet med andra som fullgör offentliga förvaltningsuppgifter, i sin verksamhet beakta allas likhet inför lagen samt iaktta saklighet och opartiskhet (1 kap. 9 §). Vissa närmare grundlagsbestämmelser om förvaltningen i 12 kap. regeringsformen. Av 12 kap. 1 § framgår att Justitiekanslern och andra statliga förvaltningsmyndigheter lyder under regeringen, om de inte enligt regeringsformen eller annan lag är myndigheter under riksdagen. Myndigheter som lyder under riksdagen är bland andra Riksrevisionen och Riksbanken.
Enligt förordningen (2007:755) om det allmänna myndighetsregistret, som trädde i kraft den 1 januari 2008, ska Statistiska centralbyrån (SCB) föra ett register över statliga myndigheter. De uppgifter som registreras är myndighetens adress och andra kontaktuppgifter. SCB fastställer också organisationsnummer för myndigheterna. Registret innehåller uppgifter om domstolar, statliga förvaltningsmyndigheter och affärsverk, samt utlandsmyndigheter (ambassader, konsulat och delegationer). Däremot upptas inte kommittéer och särskilda utredare, som visserligen utgör egna myndigheter men är verksamma under en begränsad tid, i registret; inte heller kommunala myndigheter tas med. Det allmänna myndighetsregistret finns tillgängligt för allmänheten via SCB:s webbplats.
År 2024 fanns 455 myndigheter i registret enligt följande fördelning:
- Statliga förvaltningsmyndigheter: 250 st
- Myndigheter under riksdagen: 5 st
- Statliga affärsverk: 3 st
- AP-fonder: 6 st
- Sveriges domstolar samt Domstolsverket: 83 st
- Svenska utlandsmyndigheter: 108 st

Utöver de myndigheter SCB kategoriserat som "statliga förvaltningsmyndigheter" utgör, enligt den ovan beskrivna definitionen, också affärsverken, AP-fonderna, Domstolsverket och utlandsmyndigheterna förvaltningsmyndigheter under regeringen. Antalet förvaltningsmyndigheter under regeringen kan således beräknas till 371. Därutöver finns kommittéer och särskilda utredare. Andra statliga myndigheter lyder antingen under riksdagen eller är domstolar.
Myndighetsregistret är inte komplett vad gäller kategorin "myndigheter under riksdagen". Utöver de fem myndigheter som är upptagna i registret denna kategori finns ytterligare ett antal myndigheter som är underställda riksdagen, bland dem Statsrådsarvodesnämnden. Enligt en förteckning på riksdagens webbplats finns 13 myndigheter under riksdagen.

## Förvaltningsmyndigheter under regeringen
| Myndighet                                                          | Förkortning    | Säte         | Inrättad                                                                        | Departement                 |
| ------------------------------------------------------------------ | -------------- | ------------ | ------------------------------------------------------------------------------- | --------------------------- |
| Alkoholsortimentsnämnden                                           |                | Stockholm    | 1995 som Alkohol- och läkemedelssortimentsnämnden, nuvarande namn 2009          | Socialdepartementet         |
| Allmänna reklamationsnämnden                                       | ARN            | Stockholm    | 1981                                                                            | Finansdepartementet         |
| Ansvarsnämnden för djurens hälso- och sjukvård                     |                | Jönköping    | 2010                                                                            | Landsbygdsdepartementet     |
| Arbetsförmedlingen                                                 | AF             | Stockholm    | 2008                                                                            | Arbetsmarknadsdepartementet |
| Arbetsgivarverket                                                  |                | Stockholm    | 1965 som Statens avtalsverk, nuvarande namn 1994                                | Finansdepartementet         |
| Arbetsmiljöverket                                                  | AV             | Solna        | 1949 som Arbetarskyddsstyrelsen, nuvarande namn 2001                            | Arbetsmarknadsdepartementet |
| Arvsfondsdelegationen                                              |                | Stockholm    |                                                                                 | Socialdepartementet         |
| Barnombudsmannen                                                   | BO             | Stockholm    | 1993                                                                            | Socialdepartementet         |
| Blekinge tekniska högskola                                         | BTH            | Karlskrona   | 1989 som Högskolan i Karlskrona/Ronneby)                                        | Utbildningsdepartementet    |
| Bokföringsnämnden                                                  | BFN            | Stockholm    |                                                                                 | Finansdepartementet         |
| Bolagsverket                                                       |                | Sundsvall    | 2004                                                                            | Näringsdepartementet        |
| Boverket                                                           |                | Karlskrona   | 1988 som Plan- och bostadsverket, nuvarande namn 1991                           | Näringsdepartementet        |
| Brottsförebyggande rådet                                           | BRÅ            | Stockholm    | 1974                                                                            | Justitiedepartementet       |
| Brottsoffermyndigheten                                             | BrOM           | Umeå         | 1994                                                                            | Justitiedepartementet       |
| Centrala djurförsöksetiska nämnden                                 | CDFN           | Jönköping    |                                                                                 | Näringsdepartementet        |
| Centrala studiestödsnämnden                                        | CSN            | Sundsvall    | 1964                                                                            | Utbildningsdepartementet    |
| Delegationen för folkrättslig granskning av vapenprojekt           |                | Stockholm    |                                                                                 | Försvarsdepartementet       |
| Diskrimineringsombudsmannen                                        | DO             | Solna        | 2009                                                                            | Arbetsmarknadsdepartementet |
| Domarnämnden                                                       |                | Stockholm    | 2008                                                                            | Justitiedepartementet       |
| Domstolsverket                                                     |                | Jönköping    | 1975                                                                            | Justitiedepartementet       |
| E-hälsomyndigheten                                                 |                | Kalmar       | 2014                                                                            | Socialdepartementet         |
| Ekobrottsmyndigheten                                               | EBM            | Stockholm    | 1998                                                                            | Justitiedepartementet       |
| Ekonomistyrningsverket                                             | ESV            | Stockholm    | 1998                                                                            | Finansdepartementet         |
| Elsäkerhetsverket                                                  |                | Kristinehamn | 1993                                                                            | Infrastrukturdepartementet  |
| Energimarknadsinspektionen                                         | EI             | Eskilstuna   | 2008                                                                            | Infrastrukturdepartementet  |
| Etikprövningsmyndigheten                                           |                | Uppsala      | 2019                                                                            | Utbildningsdepartementet    |
| Exportkreditnämnden                                                | EKN            | Stockholm    | 1933                                                                            | Utrikesdepartementet        |
| Fastighetsmäklarinspektionen                                       | FMI            | Karlstad     | 1995 som Fastighetsmäklarnämnden, nuvarande namn 2012                           | Finansdepartementet         |
| Fideikommissnämnden                                                |                | Stockholm    |                                                                                 | Justitiedepartementet       |
| Finansinspektionen                                                 | FI             | Stockholm    | 1991                                                                            | Finansdepartementet         |
| Finanspolitiska rådet                                              |                | Stockholm    | 2007                                                                            | Finansdepartementet         |
| Folke Bernadotteakademin                                           | FBA            | Kramfors     | 2002                                                                            | Utrikesdepartementet        |
| Folkhälsomyndigheten                                               | FoHM           | Solna        | 2014                                                                            | Socialdepartementet         |
| Fondtorgsnämnden                                                   |                | Stockholm    | 2022                                                                            | Socialdepartementet         |
| Forskarskattenämnden                                               |                | Stockholm    |                                                                                 | Finansdepartementet         |
| Forskningsrådet för miljö, areella näringar och samhällsbyggande   | Formas         | Stockholm    | 2001                                                                            | Miljödepartementet          |
| Forskningsrådet för hälsa, arbetsliv och välfärd                   | Forte          | Stockholm    | 2001 som Forskningsrådet för arbetsliv och socialvetenskap, nuvarande namn 2013 | Socialdepartementet         |
| Fortifikationsverket                                               |                | Eskilstuna   | 1994                                                                            | Finansdepartementet         |
| Forum för levande historia                                         |                | Stockholm    | 2003                                                                            | Kulturdepartementet         |
| Försvarets materielverk                                            | FMV            | Stockholm    | 1968                                                                            | Försvarsdepartementet       |
| Försvarets radioanstalt                                            | FRA            | Ekerö        | 1942                                                                            | Försvarsdepartementet       |
| Försvarshögskolan                                                  | FHS            | Stockholm    | 1997                                                                            | Utbildningsdepartementet    |
| Försvarsmakten                                                     | FM             | Stockholm    | 1994                                                                            | Försvarsdepartementet       |
| Försäkringskassan                                                  |                | Stockholm    | 2005                                                                            | Socialdepartementet         |
| Gentekniknämnden                                                   |                | Stockholm    |                                                                                 | Justitiedepartementet       |
| Granskningsnämnden för försvarsuppfinningar                        |                | Stockholm    |                                                                                 | Försvarsdepartementet       |
| Gymnastik- och idrottshögskolan                                    | GIH            | Stockholm    | 1993 som Idrottshögskolan i Stockholm, nuvarande namn 2005                      | Utbildningsdepartementet    |
| Göteborgs universitet                                              | GU             | Göteborg     | 1954                                                                            | Utbildningsdepartementet    |
| Harpsundsnämnden                                                   |                | Mellösa      |                                                                                 | Statsrådsberedningen        |
| Havs- och vattenmyndigheten                                        | HaV            | Göteborg     | 2011                                                                            | Miljödepartementet          |
| Hälso- och sjukvårdens ansvarsnämnd                                | HSAN           | Stockholm    | 1980                                                                            | Socialdepartementet         |
| Högskolan Dalarna                                                  | HDA            | Falun        | 1977 som Högskolan i Falun/Borlänge, nuvarande namn 1995                        | Utbildningsdepartementet    |
| Högskolan i Borås                                                  | HB             | Borås        | 1977                                                                            | Utbildningsdepartementet    |
| Högskolan i Gävle                                                  | HIG            | Gävle        | 1977                                                                            | Utbildningsdepartementet    |
| Högskolan i Halmstad                                               | HH             | Halmstad     | 1983                                                                            | Utbildningsdepartementet    |
| Högskolan i Kristianstad                                           | HKR            | Kristianstad | 1977                                                                            | Utbildningsdepartementet    |
| Högskolan i Skövde                                                 | HiS            | Skövde       | 1977                                                                            | Utbildningsdepartementet    |
| Högskolan Väst                                                     | HV             | Trollhättan  | 1990 som Högskolan i Trollhättan/Uddevalla, nuvarande namn 2006                 | Utbildningsdepartementet    |
| Högskolans avskiljandenämnd                                        | HAN            | Stockholm    | 1988                                                                            | Utbildningsdepartementet    |
| Svenska ILO-kommittén                                              |                | Stockholm    |                                                                                 | Arbetsmarknadsdepartementet |
| Inspektionen för arbetslöshetsförsäkringen                         | IAF            | Katrineholm  | 2004                                                                            | Arbetsmarknadsdepartementet |
| Inspektionen för socialförsäkringen                                | ISF            | Göteborg     | 2009                                                                            | Socialdepartementet         |
| Inspektionen för strategiska produkter                             | ISP            | Solna        | 1996                                                                            | Utrikesdepartementet        |
| Inspektionen för vård och omsorg                                   | IVO            | Stockholm    | 2013                                                                            | Socialdepartementet         |
| Institutet för arbetsmarknads- och utbildningspolitisk utvärdering | IFAU           | Uppsala      | 1997                                                                            | Arbetsmarknadsdepartementet |
| Institutet för mänskliga rättigheter                               |                | Lund         | 2022                                                                            | Arbetsmarknadsdepartementet |
| Institutet för rymdfysik                                           | IRF            | Kiruna       | 1973                                                                            | Utbildningsdepartementet    |
| Institutet för språk och folkminnen                                | Isof           | Uppsala      | 2006                                                                            | Kulturdepartementet         |
| Integritetsskyddsmyndigheten                                       | IMY            | Stockholm    | 1973 som Datainspektionen, nuvarande namn 2021                                  | Justitiedepartementet       |
| Justitiekanslern                                                   | JK             | Stockholm    | 1713                                                                            | Justitiedepartementet       |
| Jämställdhetsmyndigheten                                           |                | Angered      | 2018                                                                            | Arbetsmarknadsdepartementet |
| Kammarkollegiet                                                    |                | Stockholm    | 1539                                                                            | Finansdepartementet         |
| Karlstads universitet                                              | KAU            | Karlstad     | 1977 som Högskolan i Karlstad, nuvarande namn 1999                              | Utbildningsdepartementet    |
| Karolinska Institutet                                              | KI             | Stockholm    | 1810                                                                            | Utbildningsdepartementet    |
| Kemikalieinspektionen                                              | KEMI           | Sundbyberg   | 1986                                                                            | Miljödepartementet          |
| Klimatpolitiska rådet                                              |                | Stockholm    | 2018                                                                            | Miljödepartementet          |
| Kommerskollegium                                                   |                | Stockholm    | 1651                                                                            | Utrikesdepartementet        |
| Konjunkturinstitutet                                               | KI             | Stockholm    | 1937                                                                            | Finansdepartementet         |
| Konkurrensverket                                                   | KKV            | Stockholm    | 1992                                                                            | Näringsdepartementet        |
| Konstfack                                                          | KF             | Stockholm    | 1810                                                                            | Utbildningsdepartementet    |
| Konstnärsnämnden                                                   |                | Stockholm    |                                                                                 | Kulturdepartementet         |
| Konsumentverket                                                    |                | Karlstad     | 1973                                                                            | Finansdepartementet         |
| Krigsförsäkringsnämnden                                            |                | Stockholm    |                                                                                 | Finansdepartementet         |
| Kriminalvården                                                     |                | Norrköping   | 2006                                                                            | Justitiedepartementet       |
| Kronofogdemyndigheten                                              |                | Sundbyberg   | 2006                                                                            | Finansdepartementet         |
| Kungliga biblioteket                                               | KB             | Stockholm    |                                                                                 | Utbildningsdepartementet    |
| Kungliga Konsthögskolan                                            | KKH            | Stockholm    | 1978                                                                            | Utbildningsdepartementet    |
| Kungliga Musikhögskolan                                            | KMH            | Stockholm    | 1771                                                                            | Utbildningsdepartementet    |
| Kungliga Tekniska högskolan                                        | KTH            | Stockholm    | 1827                                                                            | Utbildningsdepartementet    |
| Kustbevakningen                                                    | KBV            | Karlskrona   | 1988                                                                            | Justitiedepartementet       |
| Kärnavfallsfonden                                                  |                | Stockholm    |                                                                                 | Miljödepartementet          |
| Lagrådet                                                           |                | Stockholm    | 1909                                                                            | Justitiedepartementet       |
| Lantmäteriet                                                       |                | Gävle        | 2008                                                                            | Finansdepartementet         |
| Linköpings universitet                                             | LIU            | Linköping    | 1975                                                                            | Utbildningsdepartementet    |
| Linnéuniversitetet                                                 | LNU            | Växjö        | 2010                                                                            | Utbildningsdepartementet    |
| Livsmedelsverket                                                   |                | Uppsala      | 1972 som Statens Livsmedelsverk, nuvarande namn 2001                            | Näringsdepartementet        |
| Lokala säkerhetsnämnden vid Forsmark                               |                | Östhammar    | 1981                                                                            | Miljödepartementet          |
| Lokala säkerhetsnämnden vid Oskarshamn                             |                | Oskarshamn   | 1981                                                                            | Miljödepartementet          |
| Lokala säkerhetsnämnden vid Ringhals                               |                | Varberg      | 1981                                                                            | Miljödepartementet          |
| Luleå tekniska universitet                                         | LTU            | Luleå        | 1971 som Högskolenheten i Luleå, nuvarande namn 1997                            | Utbildningsdepartementet    |
| Lunds universitet                                                  | LU             | Lund         | 1666                                                                            | Utbildningsdepartementet    |
| Läkemedelsverket                                                   | LV             | Uppsala      | 1990                                                                            | Socialdepartementet         |
| Länsstyrelsen i Blekinge län                                       |                | Karlskrona   | 1683                                                                            | Finansdepartementet         |
| Länsstyrelsen i Dalarnas län                                       |                | Falun        | 1634                                                                            | Finansdepartementet         |
| Länsstyrelsen i Gotlands län                                       |                | Visby        | 1645                                                                            | Finansdepartementet         |
| Länsstyrelsen i Gävleborgs län                                     |                | Gävle        | 1762                                                                            | Finansdepartementet         |
| Länsstyrelsen i Hallands län                                       |                | Halmstad     | 1658                                                                            | Finansdepartementet         |
| Länsstyrelsen i Jämtlands län                                      |                | Östersund    | 1810                                                                            | Finansdepartementet         |
| Länsstyrelsen i Jönköpings län                                     |                | Jönköping    | 1639                                                                            | Finansdepartementet         |
| Länsstyrelsen i Kalmar län                                         |                | Kalmar       | 1634                                                                            | Finansdepartementet         |
| Länsstyrelsen i Kronobergs län                                     |                | Växjö        | 1639                                                                            | Finansdepartementet         |
| Länsstyrelsen i Norrbottens län                                    |                | Luleå        | 1810                                                                            | Finansdepartementet         |
| Länsstyrelsen i Skåne län                                          |                | Malmö        | 1997                                                                            | Finansdepartementet         |
| Länsstyrelsen i Stockholms län                                     |                | Stockholm    | 1641                                                                            | Finansdepartementet         |
| Länsstyrelsen i Södermanlands län                                  |                | Nyköping     | 1634                                                                            | Finansdepartementet         |
| Länsstyrelsen i Uppsala län                                        |                | Uppsala      | 1641                                                                            | Finansdepartementet         |
| Länsstyrelsen i Värmlands län                                      |                | Karlstad     | 1640                                                                            | Finansdepartementet         |
| Länsstyrelsen i Västerbottens län                                  |                | Umeå         | 1638                                                                            | Finansdepartementet         |
| Länsstyrelsen i Västernorrlands län                                |                | Härnösand    | 1634                                                                            | Finansdepartementet         |
| Länsstyrelsen i Västmanlands län                                   |                | Västerås     | 1634                                                                            | Finansdepartementet         |
| Länsstyrelsen i Västra Götalands län                               |                | Göteborg     | 1998                                                                            | Finansdepartementet         |
| Länsstyrelsen i Örebro län                                         |                | Örebro       | 1640                                                                            | Finansdepartementet         |
| Länsstyrelsen i Östergötlands län                                  |                | Linköping    | 1634                                                                            | Finansdepartementet         |
| Malmö universitet                                                  | MAU            | Malmö        | 1998 som Malmö högskola, nuvarande namn 2018                                    | Utbildningsdepartementet    |
| Medlingsinstitutet                                                 |                | Stockholm    | 2000                                                                            | Arbetsmarknadsdepartementet |
| Migrationsverket                                                   |                | Norrköping   | 1969 som Statens invandrarverk, nuvarande namn 2000                             | Justitiedepartementet       |
| Mittuniversitetet                                                  | MIU            | Sundsvall    | 1993 som Mitthögskolan, nuvarande namn 2005                                     | Utbildningsdepartementet    |
| Moderna Museet                                                     |                | Stockholm    | 1958                                                                            | Kulturdepartementet         |
| Myndigheten för arbetsmiljökunskap                                 |                | Gävle        | 2018                                                                            | Arbetsmarknadsdepartementet |
| Myndigheten för delaktighet                                        | MFD            | Sundbyberg   | 2014                                                                            | Socialdepartementet         |
| Myndigheten för digital förvaltning                                | DIGG           | Sundsvall    | 2018                                                                            | Infrastrukturdepartementet  |
| Myndigheten för familjerätt och föräldraskapsstöd                  | MFoF           | Skellefteå   | 2016                                                                            | Socialdepartementet         |
| Myndigheten för kulturanalys                                       |                | Göteborg     | 2011                                                                            | Kulturdepartementet         |
| Mediemyndigheten                                                   |                | Stockholm    | 2024                                                                            | Kulturdepartementet         |
| Myndigheten för psykologiskt försvar                               | MPF            | Karlstad     | 2022                                                                            | Försvarsdepartementet       |
| Myndigheten för samhällsskydd och beredskap                        | MSB            | Karlstad     | 2009                                                                            | Justitiedepartementet       |
| Myndigheten för stöd till trossamfund                              | SST            | Bromma       |                                                                                 | Kulturdepartementet         |
| Myndigheten för tillgängliga medier                                | MTM            | Malmö        | 1980 som Talboks- och punktskriftsbiblioteket, nuvarande namn 2013              | Kulturdepartementet         |
| Myndigheten för tillväxtpolitiska utvärderingar och analyser       | Tillväxtanalys | Östersund    | 2009                                                                            | Näringsdepartementet        |
| Myndigheten för totalförsvarsanalys                                | MTFA           | Stockholm    | 2023                                                                            | Försvarsdepartementet       |
| Myndigheten för ungdoms- och civilsamhällesfrågor                  | MUCF           | Växjö        | 1994 som Statens ungdomsstyrelse, nuvarande namn 2014                           | Utbildningsdepartementet    |
| Myndigheten för vård- och omsorgsanalys                            |                | Stockholm    | 2011                                                                            | Socialdepartementet         |
| Myndigheten för yrkeshögskolan                                     | MYH            | Västerås     | 2009                                                                            | Utbildningsdepartementet    |
| Mälardalens universitet                                            | MDH            | Västerås     | 1977 som Högskolan i Eskilstuna och Västerås)                                   | Utbildningsdepartementet    |
| Nationalmuseum                                                     | NM             | Stockholm    | 1792/1866                                                                       | Kulturdepartementet         |
| Naturhistoriska riksmuseet                                         | NRM            | Stockholm    | 1819                                                                            | Kulturdepartementet         |
| Naturvårdsverket                                                   |                | Stockholm    | 1967                                                                            | Miljödepartementet          |
| Nordiska Afrikainstitutet                                          | NAI            | Uppsala      | 1962                                                                            | Utrikesdepartementet        |
| Notarienämnden                                                     |                | Jönköping    |                                                                                 | Justitiedepartementet       |
| Nämnden för hemslöjdsfrågor                                        | NFH            | Stockholm    | 1981                                                                            | Kulturdepartementet         |
| Nämnden för prövning av oredlighet i forskning                     | Npof           | Uppsala      | 2020                                                                            | Utbildningsdepartementet    |
| Nämnden för styrelserepresentationsfrågor                          |                | Stockholm    | 1976                                                                            | Arbetsmarknadsdepartementet |
| Nämnden mot diskriminering                                         |                | Stockholm    | 2009                                                                            | Arbetsmarknadsdepartementet |
| Oljekrisnämnden                                                    |                | Stockholm    | 1975                                                                            | Infrastrukturdepartementet  |
| Patent- och registreringsverket                                    | PRV            | Stockholm    | 1892                                                                            | Näringsdepartementet        |
| Patentombudsnämnden                                                |                | Sundsvall    |                                                                                 | Näringsdepartementet        |
| Pensionsmyndigheten                                                |                | Stockholm    | 2010                                                                            | Socialdepartementet         |
| Polarforskningssekretariatet                                       |                | Luleå        | 1984                                                                            | Utbildningsdepartementet    |
| Polismyndigheten                                                   |                | Stockholm    | 2015                                                                            | Justitiedepartementet       |
| Post- och telestyrelsen                                            | PTS            | Stockholm    | 1994                                                                            | Infrastrukturdepartementet  |
| Regeringskansliet                                                  |                | Stockholm    | 1975                                                                            |                             |
| Revisorsinspektionen                                               |                | Stockholm    | 1995                                                                            | Justitiedepartementet       |
| Riksantikvarieämbetet                                              | RAÄ            | Stockholm    | 1630                                                                            | Kulturdepartementet         |
| Riksarkivet                                                        | RA             | Täby         | 1618                                                                            | Kulturdepartementet         |
| Riksgäldskontoret                                                  |                | Stockholm    | 1789                                                                            | Finansdepartementet         |
| Riksvärderingsnämnden                                              |                | Stockholm    | 1916                                                                            | Försvarsdepartementet       |
| Rymdstyrelsen                                                      |                | Solna        | 1972 som Statens delegation för rymdverksamhet, nuvarande namn 1991             | Utbildningsdepartementet    |
| Rättshjälpsnämnden                                                 |                | Sundsvall    |                                                                                 | Justitiedepartementet       |
| Rättshjälpsmyndigheten                                             |                | Sundsvall    |                                                                                 | Justitiedepartementet       |
| Rättsmedicinalverket                                               | RMV            | Stockholm    | 1991                                                                            | Justitiedepartementet       |
| Sameskolstyrelsen                                                  |                | Jokkmokk     | 1981                                                                            | Utbildningsdepartementet    |
| Sametinget                                                         |                | Kiruna       | 1993                                                                            | Kulturdepartementet         |
| Styrelsen för internationellt utvecklingssamarbete                 | Sida           | Stockholm    | 1995                                                                            | Utrikesdepartementet        |
| Skatterättsnämnden                                                 |                | Stockholm    | 1991                                                                            | Finansdepartementet         |
| Skatteverket                                                       | SkV            | Solna        | 2004                                                                            | Finansdepartementet         |
| Skiljenämnden i vissa trygghetsfrågor                              |                | Stockholm    |                                                                                 | Finansdepartementet         |
| Skogsstyrelsen                                                     |                | Jönköping    | 1941                                                                            | Näringsdepartementet        |
| Skolforskningsinstitutet                                           |                | Solna        | 2015                                                                            | Utbildningsdepartementet    |
| Skolväsendets överklagandenämnd                                    |                | Stockholm    | 1991                                                                            | Utbildningsdepartementet    |
| Socialstyrelsen                                                    |                | Stockholm    | 1913                                                                            | Socialdepartementet         |
| Specialpedagogiska skolmyndigheten                                 | SPSM           | Härnösand    | 2008                                                                            | Utbildningsdepartementet    |
| Spelinspektionen                                                   |                | Strängnäs    | 1995 som Lotteriinspektionen, nuvarande namn 2019                               | Finansdepartementet         |
| Statens ansvarsnämnd                                               |                | Stockholm    | 1976                                                                            | Finansdepartementet         |
| Statens beredning för medicinsk och social utvärdering             | SBU            | Stockholm    |                                                                                 | Socialdepartementet         |
| Statens centrum för arkitektur och design                          | ArkDes         | Stockholm    | 1978 som Arkitekturmuseet, nuvarande namn 2013                                  | Kulturdepartementet         |
| Statens energimyndighet                                            | STEM           | Eskilstuna   | 1998                                                                            | Infrastrukturdepartementet  |
| Statens fastighetsverk                                             | SFV            | Stockholm    | 1993                                                                            | Finansdepartementet         |
| Statens försvarshistoriska museer                                  | SFHM           | Stockholm    | 1976                                                                            | Kulturdepartementet         |
| Statens geotekniska institut                                       | SGI            | Linköping    | 1944                                                                            | Miljödepartementet          |
| Statens haverikommission                                           | SHK            | Stockholm    | 1978                                                                            | Justitiedepartementet       |
| Statens historiska museer                                          | SHM            | Stockholm    | 1998                                                                            | Kulturdepartementet         |
| Statens inspektion för försvarsunderrättelseverksamheten           | SIUN           | Stockholm    | 2009                                                                            | Försvarsdepartementet       |
| Statens institutionsstyrelse                                       | SiS            | Solna        |                                                                                 | Socialdepartementet         |
| Statens jordbruksverk                                              |                | Jönköping    | 1991                                                                            | Näringsdepartementet        |
| Statens konstråd                                                   |                | Stockholm    | 1937                                                                            | Kulturdepartementet         |
| Statens kulturråd                                                  |                | Stockholm    | 1974                                                                            | Kulturdepartementet         |
| Statens maritima och transporthistoriska museer                    | SMTM           | Karlskrona   |                                                                                 | Kulturdepartementet         |
| Statens museer för världskultur                                    |                | Göteborg     | 1999                                                                            | Kulturdepartementet         |
| Statens musikverk                                                  |                | Stockholm    | 2011                                                                            | Kulturdepartementet         |
| Statens nämnd för arbetstagares uppfinningar                       | SNAU           | Stockholm    |                                                                                 | Arbetsmarknadsdepartementet |
| Statens servicecenter                                              |                | Gävle        | 2012                                                                            | Finansdepartementet         |
| Statens skaderegleringsnämnd                                       | SSRN           | Stockholm    |                                                                                 | Finansdepartementet         |
| Statens skolinspektion                                             |                | Stockholm    | 2008                                                                            | Utbildningsdepartementet    |
| Statens skolverk                                                   |                | Solna        | 1991                                                                            | Utbildningsdepartementet    |
| Statens tjänstepensions- och grupplivnämnd                         |                | Sundsvall    |                                                                                 | Finansdepartementet         |
| Statens tjänstepensionsverk                                        | SPV            | Sundsvall    | 1963 som Statens pensionsverk, nuvarande namn 2010                              | Finansdepartementet         |
| Statens veterinärmedicinska anstalt                                | SVA            | Uppsala      | 1911 som Statens veterinärbakteriologiska anstalt, nuvarande namn 1944          | Näringsdepartementet        |
| Statens väg- och transportforskningsinstitut                       | VTI            | Linköping    | 1971 som Statens väg- och trafikforskningsinstitut, nuvarande namn 1993         | Infrastrukturdepartementet  |
| Statens överklagandenämnd                                          |                | Stockholm    | 1995 som Överklagandenämnden för totalförsvaret, nuvarande namn 2008            | Finansdepartementet         |
| Statistiska centralbyrån                                           | SCB            | Örebro       | 1858                                                                            | Finansdepartementet         |
| Statskontoret                                                      |                | Stockholm    | 1690                                                                            | Finansdepartementet         |
| Stockholms konstnärliga högskola                                   | SKH            | Stockholm    | 2014                                                                            | Utbildningsdepartementet    |
| Stockholms universitet                                             | SU             | Stockholm    | 1960                                                                            | Utbildningsdepartementet    |
| Strålsäkerhetsmyndigheten                                          | SSM            | Katrineholm  | 2008                                                                            | Miljödepartementet          |
| Styrelsen för ackreditering och teknisk kontroll                   | Swedac         | Borås        | 1983 som Statens mät- och provråd, nuvarande namn 1995                          | Utrikesdepartementet        |
| Styrelsen för Samefonden                                           |                | Kiruna       |                                                                                 | Näringsdepartementet        |
| Svenska ESF-rådet                                                  |                | Gävle        | 2000                                                                            | Arbetsmarknadsdepartementet |
| Svenska FAO-kommittén                                              |                | Stockholm    | 1950                                                                            | Näringsdepartementet        |
| Svenska institutet                                                 | SI             | Stockholm    | 1998                                                                            | Utrikesdepartementet        |
| Svenska institutet för europapolitiska studier                     | Sieps          | Stockholm    | 2002                                                                            | Statsrådsberedningen        |
| Sveriges författarfond                                             |                | Stockholm    | 1954                                                                            | Kulturdepartementet         |
| Sveriges geologiska undersökning                                   | SGU            | Uppsala      | 1858                                                                            | Näringsdepartementet        |
| Sveriges lantbruksuniversitet                                      | SLU            | Uppsala      | 1977                                                                            | Näringsdepartementet        |
| Sveriges meteorologiska och hydrologiska institut                  | SMHI           | Norrköping   | 1919 som Statens meteorologisk-hydrografiska anstalt, nuvarande namn 1945       | Miljödepartementet          |
| Säkerhets- och integritetsskyddsnämnden                            | SIN            | Stockholm    | 2008                                                                            | Justitiedepartementet       |
| Säkerhetspolisen                                                   | Säpo           | Stockholm    | 1989                                                                            | Justitiedepartementet       |
| Södertörns högskola                                                | SH             | Huddinge     | 1996                                                                            | Utbildningsdepartementet    |
| Tandvårds- och läkemedelsförmånsverket                             | TLV            | Stockholm    | 2008                                                                            | Socialdepartementet         |
| Tillväxtverket                                                     |                | Stockholm    | 2009                                                                            | Näringsdepartementet        |
| Totalförsvarets forskningsinstitut                                 | FOI            | Stockholm    | 2001                                                                            | Försvarsdepartementet       |
| Totalförsvarets plikt- och prövningsverk                           | TPPV           | Karlstad     | 1995 som Pliktverket, nuvarande namn 2021                                       | Försvarsdepartementet       |
| Trafikanalys                                                       |                | Stockholm    | 2010                                                                            | Infrastrukturdepartementet  |
| Trafikverket                                                       | TrV            | Borlänge     | 2010                                                                            | Infrastrukturdepartementet  |
| Transportstyrelsen                                                 | TS             | Norrköping   | 2009                                                                            | Infrastrukturdepartementet  |
| Tullverket                                                         |                | Stockholm    | 1636                                                                            | Justitiedepartementet       |
| Umeå universitet                                                   | UMU            | Umeå         | 1965                                                                            | Utbildningsdepartementet    |
| Universitets- och högskolerådet                                    | UHR            | Solna        | 2013                                                                            | Utbildningsdepartementet    |
| Universitetskanslersämbetet                                        | UKÄ            | Stockholm    | 2013                                                                            | Utbildningsdepartementet    |
| Upphandlingsmyndigheten                                            |                | Solna        | 2015                                                                            | Finansdepartementet         |
| Uppsala universitet                                                | UU             | Uppsala      | 1477                                                                            | Utbildningsdepartementet    |
| Utbetalningsmyndigheten                                            | UBM            | Stockholm    | 2024                                                                            | Finansdepartementet         |
| Utrikesförvaltningens antagningsnämnd                              |                | Stockholm    |                                                                                 | Utrikesdepartementet        |
| Valmyndigheten                                                     |                | Solna        | 2001                                                                            | Kulturdepartementet         |
| Verket för innovationssystem                                       | Vinnova        | Stockholm    | 2001                                                                            | Näringsdepartementet        |
| Vetenskapsrådet                                                    | VR             | Stockholm    | 2001                                                                            | Utbildningsdepartementet    |
| Åklagarmyndigheten                                                 |                | Stockholm    | 2005                                                                            | Justitiedepartementet       |
| Örebro universitet                                                 | ORU            | Örebro       | 1977 som Högskolan i Örebro, nuvarande namn 1999                                | Utbildningsdepartementet    |
| Överklagandenämnden för etikprövning                               | ÖNEP           | Stockholm    |                                                                                 | Utbildningsdepartementet    |
| Överklagandenämnden för högskolan                                  | ÖNH            | Stockholm    | 1992                                                                            | Utbildningsdepartementet    |
| Överklagandenämnden för nämndemannauppdrag                         |                | Sundsvall    | 2006                                                                            | Justitiedepartementet       |
| Överklagandenämnden för studiestöd                                 | ÖKS            | Härnösand    | 2001                                                                            | Utbildningsdepartementet    |

## Myndigheter under riksdagen
- Riksdagens ombudsmän (JO)
- Riksrevisionen
- Sveriges riksbank
- Nämnden för lön till riksdagens ombudsmän och riksrevisorn
- Nämnden för prövning av statsråds och vissa andra befattningshavares övergångsrestriktioner (Karensnämnden)
- Partibidragsnämnden
- Riksdagens ansvarsnämnd
- Riksdagens arvodesnämnd
- Riksdagens överklagandenämnd
- Statsrådsarvodesnämnden
- Valprövningsnämnden
- Utrikesnämnden
- Krigsdelegationen

## Statliga affärsverk
- Luftfartsverket
- Sjöfartsverket
- Svenska kraftnät

## AP-fonder
- Första AP-fonden
- Andra AP-fonden
- Tredje AP-fonden
- Fjärde AP-fonden
- Sjätte AP-fonden
- Sjunde AP-fonden

## Upphörda statliga förvaltningsmyndigheter
| Myndighet                                                              | Avvecklad |
| ---------------------------------------------------------------------- | --------- |
| Styrelsen för psykologiskt försvar                                     | 2008      |
| Statens strålskyddsinstitut                                            | 2008      |
| Svenskt biografiskt lexikon                                            | 2008      |
| Statens kärnkraftinspektion                                            | 2008      |
| Statens ljud- och bildarkiv                                            | 2008      |
| Jämställdhetsombudsmannen                                              | 2008      |
| Statens räddningsverk                                                  | 2008      |
| Ombudsmannen mot etnisk diskriminering                                 | 2008      |
| Handikappombudsmannen                                                  | 2008      |
| Ombudsmannen mot diskriminering på grund av sexuell läggning (HomO)    | 2008      |
| Livsmedelsekonomiska institutet                                        | 2008      |
| Nämnden mot diskriminering                                             | 2008      |
| Specialskolemyndigheten                                                | 2008      |
| Specialpedagogiska institutet                                          | 2008      |
| Nationellt centrum för flexibelt lärande                               | 2008      |
| Krisberedskapsmyndigheten                                              | 2008      |
| Myndigheten för skolutveckling                                         | 2008      |
| Järnvägsstyrelsen                                                      | 2008      |
| Luftfartsstyrelsen                                                     | 2008      |
| Verket för förvaltningsutveckling                                      | 2008      |
| Jämställdhetsnämnden                                                   | 2008      |
| Bergsstaten                                                            | 2008      |
| Högskolan i Kalmar                                                     | 2009      |
| Växjö universitet                                                      | 2009      |
| Statens personadressregisternämnd                                      | 2009      |
| Glesbygdsverket                                                        | 2009      |
| Verket för näringslivsutveckling, Nutek                                | 2009      |
| Premiepensionsmyndigheten                                              | 2009      |
| Institutet för tillväxtpolitiska studier                               | 2009      |
| Myndigheten för kvalificerad yrkesutbildning                           | 2009      |
| Signalspaningsnämnden                                                  | 2009      |
| Vägverket                                                              | 2010      |
| Lärarhögskolan i Stockholm                                             | 2010      |
| Banverket                                                              | 2010      |
| Småhusskadenämnden                                                     | 2010      |
| Statens institut för kommunikationsanalys                              | 2010      |
| Taltidningsnämnden                                                     | 2010      |
| Statens biografbyrå                                                    | 2011      |
| Teaterhögskolan i Stockholm                                            | 2011      |
| Dramatiska institutet                                                  | 2011      |
| Fiskeriverket                                                          | 2011      |
| Rikstrafiken                                                           | 2011      |
| Rederinämnden                                                          | 2011      |
| Statens utlandslönenämnd                                               | 2011      |
| Statens järnvägar                                                      | 2012      |
| Statens bostadskreditnämnd                                             | 2012      |
| Högskoleverket                                                         | 2012      |
| Dans- och cirkushögskolan                                              | 2013      |
| Operahögskolan i Stockholm                                             | 2013      |
| Verket för högskoleservice                                             | 2013      |
| Statens folkhälsoinstitut                                              | 2013      |
| Smittskyddsinstitutet                                                  | 2013      |
| Presstödsnämnden                                                       | 2015      |
| Statens va-nämnd                                                       | 2015      |
| Försvarsexportmyndigheten                                              | 2015      |
| Prövningsnämnden för stöd till kreditinstitut                          | 2016      |
| Ersättningsnämnden                                                     | 2016      |
| Riksutställningar                                                      | 2017      |
| Livrustkammaren och Skoklosters slott med Stiftelsen Hallwylska museet | 2018      |
| Resegarantinämnden                                                     | 2018      |
| E-legitimationsnämnden                                                 | 2018      |
| Regionala etikprövningsnämnden i Göteborg                              | 2019      |
| Regionala etikprövningsnämnden i Linköping                             | 2019      |
| Regionala etikprövningsnämnden i Lund                                  | 2019      |
| Regionala etikprövningsnämnden i Stockholm                             | 2019      |
| Regionala etikprövningsnämnden i Umeå                                  | 2019      |
| Lokala säkerhetsnämnden vid Studsvik                                   | 2022      |
| Delegation mot segregation                                             | 2023      |
| Lokala säkerhetsnämnden vid Barsebäck                                  | 2023      |
| Myndigheten för press, radio och tv                                    | 2023      |
| Statens medieråd                                                       | 2023      |